# تپه

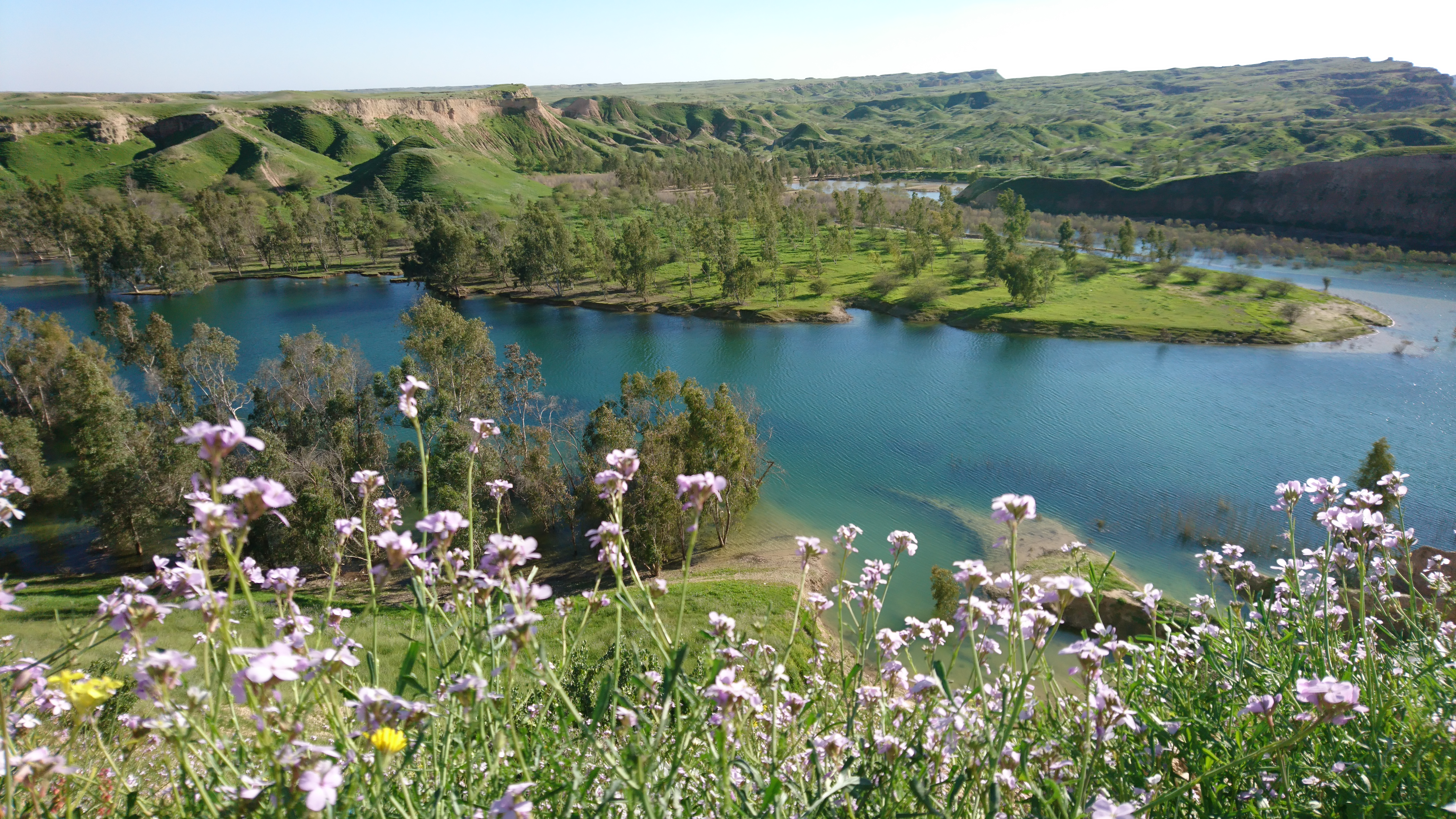
تپه ماهور و دریاچه، بهبهان

تپه یا تُنب یا پشته ارتفاعی نه بس بلند از زمین، تل، پشته، برآمدگی، توده، نجد، ربوه، گر و ماهور است. در پارسی دری و در برخی گویشهای محلی به کار رفته است. از جمله گویش تنگستانی و لارستانی به ویژه در گویش کوخِردی و شهرستان بستک هرمزگان به کار می‌رود.
واژه تپه‌سار بیشتر برای اشاره به رشته تپه‌هایی با بلندای ۳۰۰ متر تا ۵۰۰–۶۰۰ متر، به کار می‌رود. همچنین برای واژهٔ Hillside، عنوان‌هایی مانند تپه‌کنار، کنار تپه، شیب تپه، دامنه تپه، سرازیری تپه، سینه‌کش یا دامنه به کار می‌رود.

## واژه‌شناسی
تپه واژه ترکیست که در ترکی باستان شکل قدیمی آن töpü بوده است.

## نگارخانه

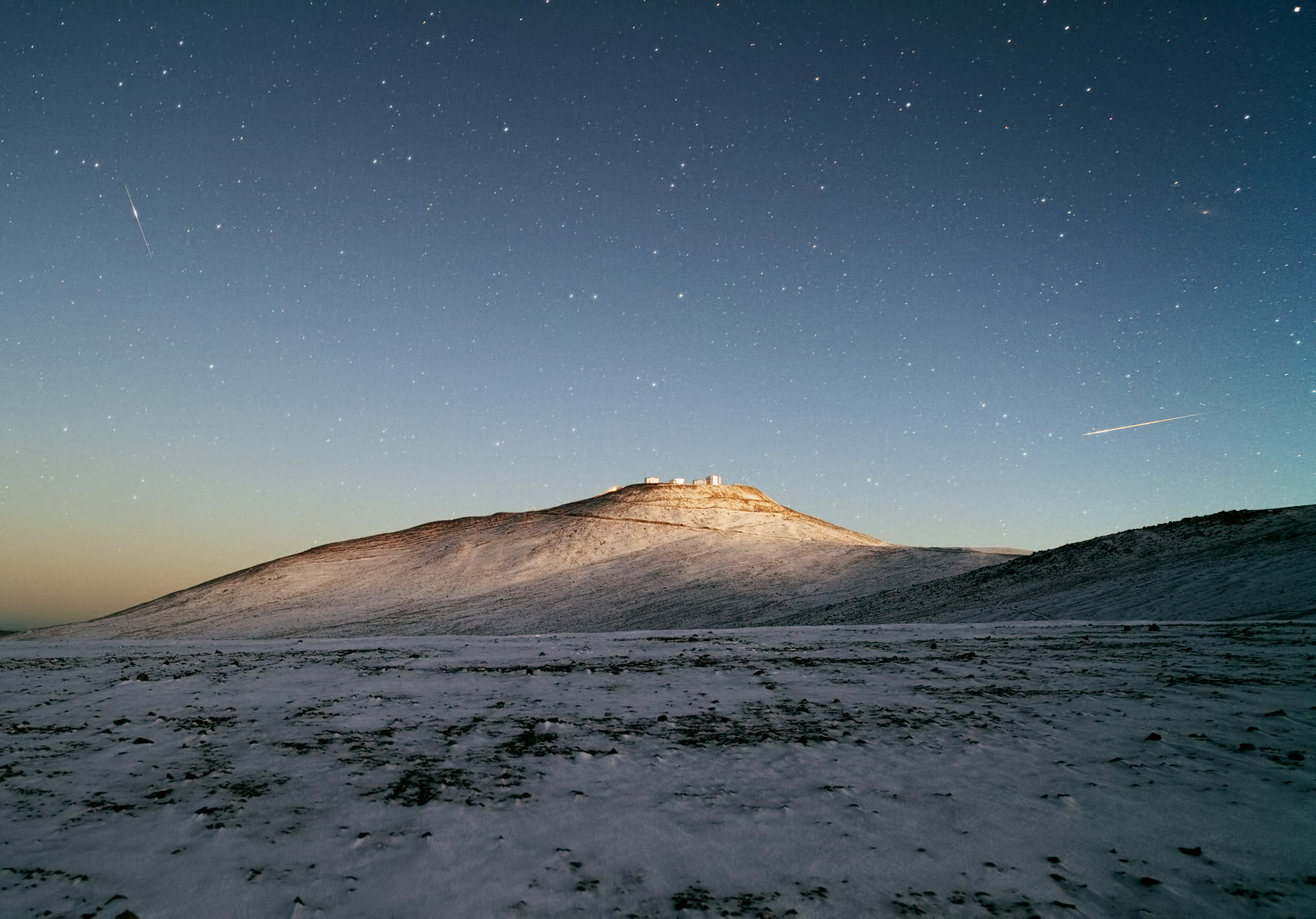
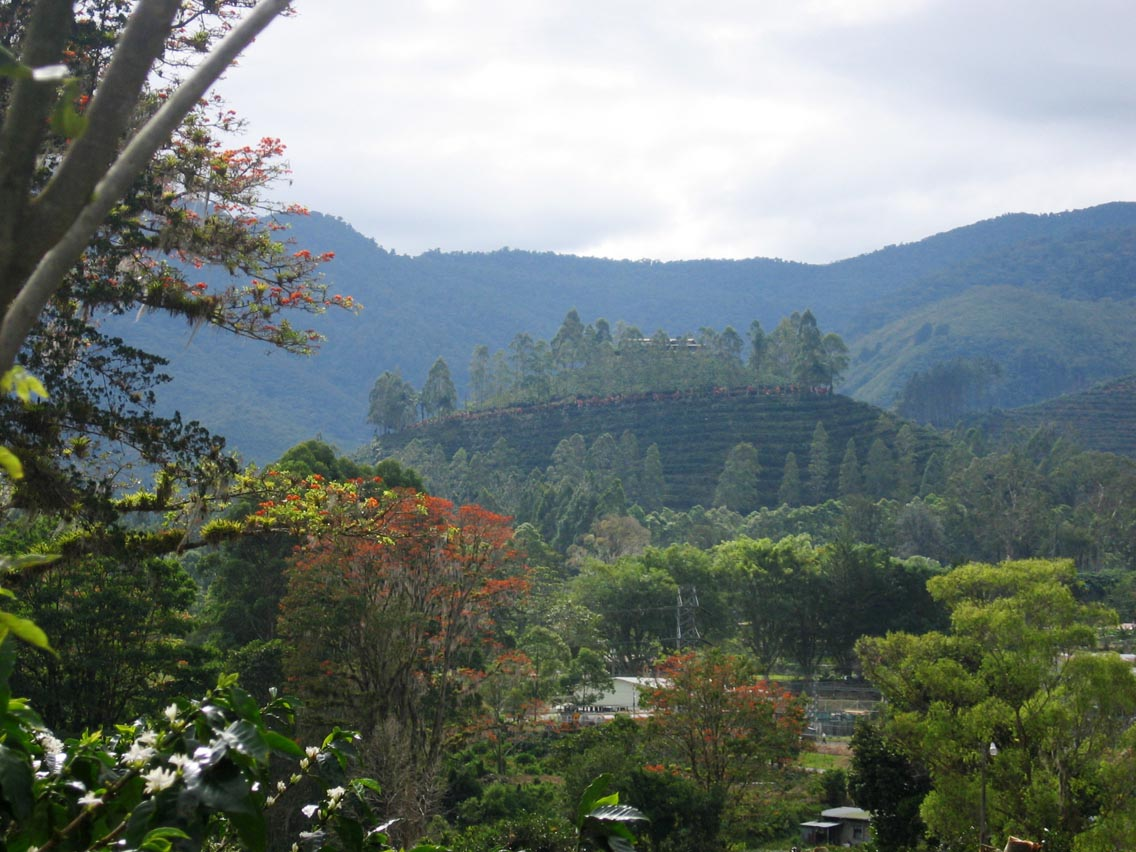
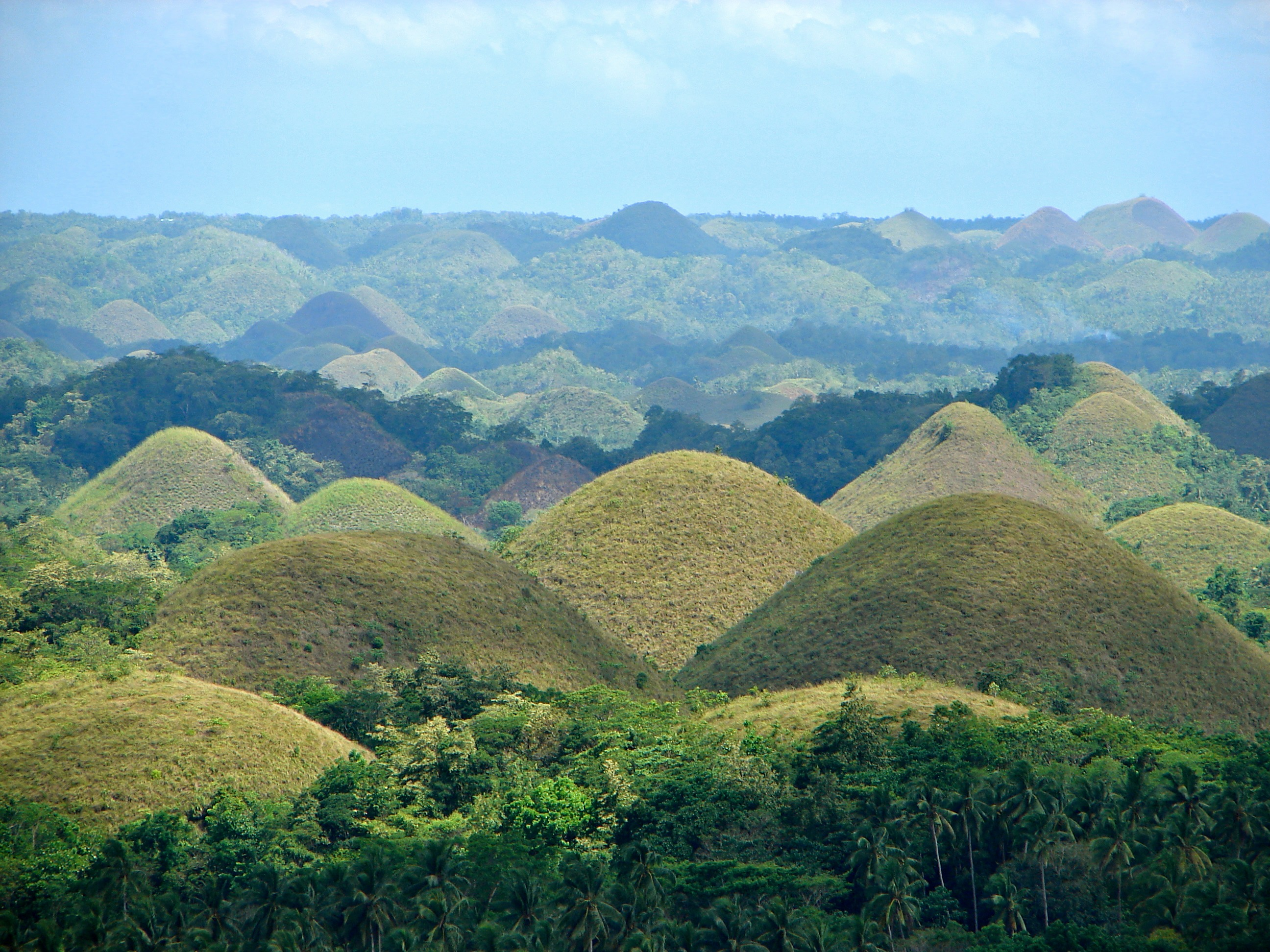
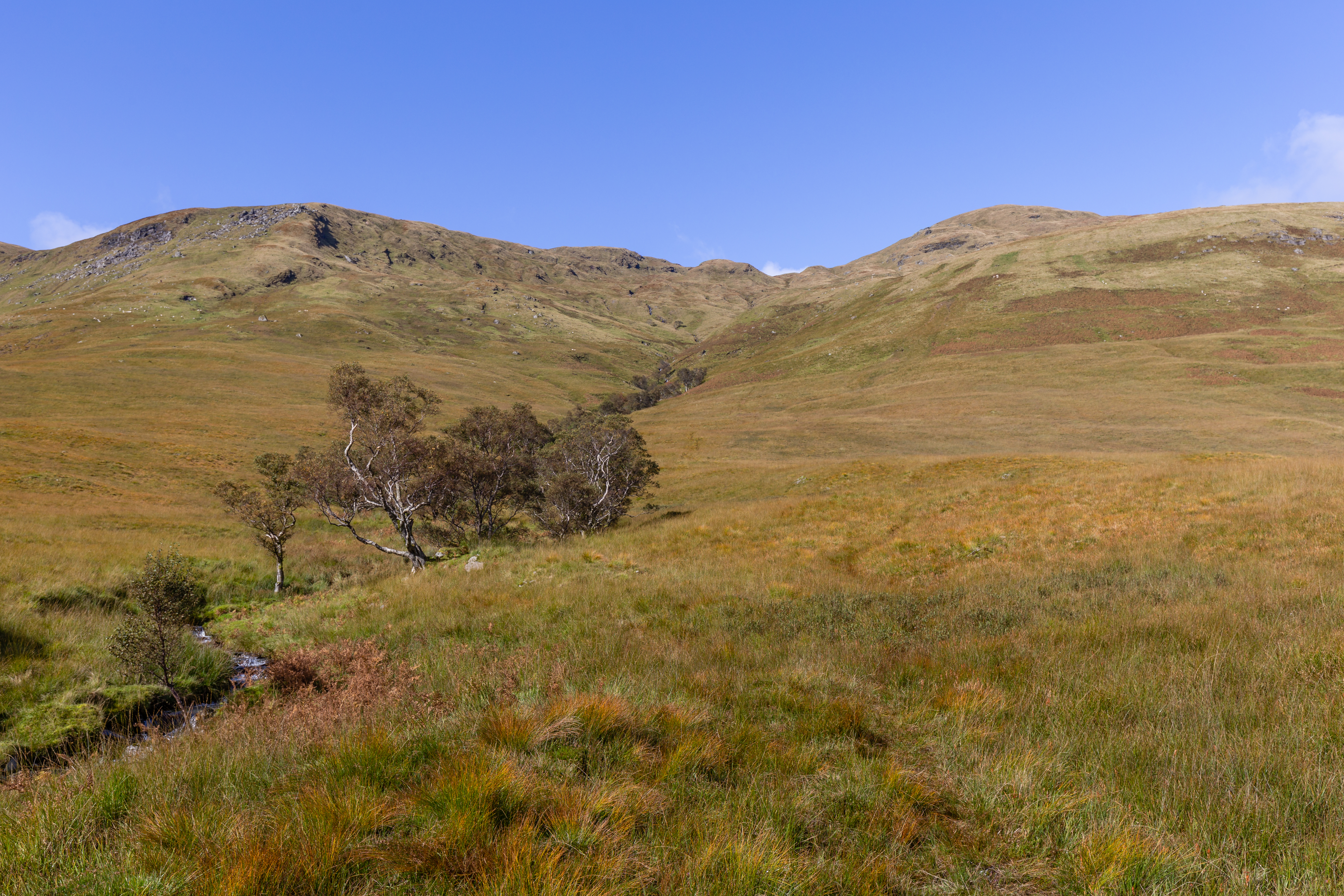

## فهرست منابع و مآخذ
- محمدیان، کوخردی، محمد، “ «به یاد کوخرد» “، ج۲. چاپ اول، دبی: سال انتشار ۲۰۰۳ میلادی.

1. ↑  محمدیان، کوخردی، محمد، “ (به یاد کوخرد) “، ج۲. چاپ اول، دبی: سال انتشار ۲۰۰۳ میلادی.
2. ↑  الکوخردی، محمد، بن یوسف، (کُوخِرد حَاضِرَة اِسلامِیةَ عَلی ضِفافِ نَهر مِهران Kookherd, an Islamic District on the bank of Mehran River) الطبعة الثالثة، دبی: سنة ۱۹۹۷ للمیلاد.
3. ↑  دانشگاهِ موزهٔ دیرین‌شناسی کالیفرنیا (1995 and later), upland, UCMP Glossary
4. ↑  https://www.etimolojiturkce.com/kelime/tepe